# Impost revolucionari
Impost revolucionari és la denominació que solen donar determinades organitzacions armades a la recaptació de fons econòmics per a finançar la seva lluita mitjançant mètodes d'extorsió. Algunes d'aquestes organitzacions, que l'han exercit o encara l'exerceixen, són l'IRA a Irlanda, ETA a Euskal Herria o les FARC a Colòmbia.
Durant la Revolució Cubana, el Moviment 26 de juliol va obtenir recursos per aquest mitjà, cobrant principalment als ingenis sucrers, els ramaders i la banca.
Habitualment, encara avui en el cas d'ETA, l'anomenat impost revolucionari té l'origen en el xantatge, basat en diferents exigències, depenent de la situació política, incloent-hi des de peticions cordials per a la construcció del fi polític de l'organització fins a amenaces de mort contra els subjectes elegits o les seves famílies (empresaris, professionals, etc.) en el cas que no paguessin la quantitat exigida. Tot el procés de selecció, informació, pressions i cobrament efectiu, està marcat per característiques conegudes en les organitzacions de crim organitzat (mafioses), en alguns casos, realitzat en gran manera per persones que pertanyen a les diferents organitzacions "legals" de l'entorn de les organitzacions armades. En el cas d'ETA el 2005 hom calcula que recaptava aproximadament 1,5 milions d'euros cada any per aquesta via. El 28 d'abril del 2011, ETA anuncia que elimina l'impost revolucionari als empresaris de Navarra.

## Procés
L'organització armada sol enviar remeses de cartes al grup d'empresaris seleccionats. Se'ls hi recorda el seu deure de contribuir a la lluita per l'alliberament de la pàtria o d'alguna revolució i se'ls hi recorda que si no ho fan ell i els seus béns seran objectius militars, tot i que si el llenguatge està moderat per la situació política se solen fer servir uns altres termes. Per a evitar de poder ser detectats pel pagament s'exigeixen bitllets petits, no consecutius i sense marcar i el cobrament s'ha de fer tal com s'indica a la carta, que normalment és a través de l'entorn on es mouen els simpatitzants de l'organització, en el cas de l'organització ETA les herriko tabernes.